# Емануил Филиберт Савойски (1588 – 1624)
Вижте пояснителната страница за други личности с името Емануил Филиберт Савойски.
Емануил Филиберт Савойски (на италиански: Emanuele Filiberto di Savoia; * 16 април 1588, Торино, Савойско херцогство; † 4 август 1624, Палермо, Сицилиански кралство) е принц на Савоя, принц на Онеля от 1620 г., в служба на Испанското кралство от 1611 г., велик адмирал на испанския коронен флот от 1612 г. и вицекрал на Сицилия от 1622 до 1624 г., кавалер на Малтийския орден и на Ордена на Златното руно.

## Произход
Той е третият син на херцога на Савоя Карл Емануил I Савойски (1562 – 1630) и на съпругата му – испанската инфанта Каталина-Микаела Испанска (1567 – 1597). Негови дядо и баба по бащина линия са херцогът на Савоя Емануил Филиберт и Маргарита, френска принцеса от дом Валоа, а по майчина – испанският и португалски крал Филип и Елизабет, френска принцеса от дом Валоа. Бракът на родителите му е от династичен характер и трябва да заздрави съюзническите отношения между Испанското кралство и Савойското херцогство. Има четири братя и пет сестри:
- Филип Емануил (* 1586, † 1605)
- Виктор Амадей I (* 1587; † 1637), 12-и херцог на Савоя, съпруг на принцеса Мария-Кристина Бурбон-Френска
- Маргарита (* 1589 † 1655), херцогиня на Мантуа и на Монферат като съпруга на Франческо IV Гонзага
- Изабела (* 1591; † 1626), херцогиня на Модена и Реджо като съпруга на  Алфонсо III д’Есте
- Маврикий (* 1593; † 1627), кардинал (1607 – 1642), принц на Онеля, съпруг на племенницата му Лудовика Кристина Савойска
- Мария Аполония (* 1594,; † 1656), монахиня
- Франциска Катерина (* 1595; † 1640), монахиня
- Томас Франциск (* 1596; † 1656), главнокомандващ, принц на Кариняно, маркиз на Салусола, маркиз на Боск и Шатлар, маркиз на Ракониджи и на Вилафранка, граф на Соасон (1641 – 1656), велик магистър на Франция, съпруг на Мария Бурбон-Соасон
- Жана (* / † 1597), майка им умира след раждането ѝ

Има и единадесет полубратя и полусестри от извънбрачни връзки на баща си, сред които Феликс, маркиз на Балдисеро д'Алба, господар на Фариляно, Сесанта и Сомарива дел Боско, рицар на Малтийския орден, губернатор на Графство Ница, Маврикий, маркиз на Рива, Габриел, генерал на кавалерията на Савойската армия, маркиз на Рива, Антон, абат-комендатор на абатства Сакра ди Сан Микеле, Санта Мария д'Олп в Сен Жан д'Олп, Откомб, Фрутуария и Казануова, генерален наместник на Графство Ница, Маргарита, господарка на Дронеро, Рокабруна и Сан Джулиано, Карл Хумберт, маркиз на Мулацано с Гонцоле, Силвий, абат-комендатор на Санта Мария на Антремон, Сан Лоренцо фуори ле Мура на Ивреа, губернатор на Ивреа.

## Биография

### Ранни години
Емануил Филибер е подготвян за църковна кариера. През 1597 г. дядото му крал Филип II го провъзгласява за „естествен“ монарх на Кралство Кастилия и му предоставя Великия приорат на Кастилия и Леон, принадлежащ към Малтийския орден, с годишен доход от 100 хил. скуди. През 1599 г. принцът е ръкоположен за свещеник от Джулио Чезаре Рикарди, архиепископ на Бари, апостолически нунций в двора в Торино. През 1600 г. е приет в Малтийския орден и получава от баща си абатство Сан Микеле дела Киуза (Сакра ди Сан Микеле) близо до Торино.
Образованието му е добро и е поверено на граф Хектор дьо Шеврон-Вилету. Учителите му са учителят по четене и писане Пиетро Леоне, учителят по църковни доктрини абат Джакомо Глория, учителят по география, мореплаване и картография Джовани Батиста Лаваня, учителят по математика и геометрия Бартоломео Кристини, доктор Джованни Франческо Фиокето , който преподава философия, астрономия и природни науки науки, и йезуитът Джовани Ботеро, който му преподава история.
През 1603 г. той и по-големите му братя Филия Емануил и Виктор Амадей са изпратени от баща им в Мадрид. Така чичото на принцовете, испанският крал Фелипе III, иска да засили влиянието си върху херцога на Савоя. От друга страна самият Карл Емануил I разчита на брак на един от синовете си с инфанта Анна, по това време единствената наследница на испанската корона.  Принцовете са придружени от множество слуги и наставници, включително главата на двора им Карл Феликс д'Есте, маркизът на Сан Мартино, йезуитът Джовани Ботеро, лекарите Джовани Франческо Фиокето и Пиетро Помпео и поетът Джулиано Фируфини. За разлика от по-големите си братя Емануил Филибер бързо свиква с живота в двора в Мадрид. По време на обучението си н проявява склонност към църковни дисциплини, но с голям ентусиазъм се занимава с упражнения с оръжие и конна езда, участва в турнири и лов, интересува се от танци и музика - научава се да свири на теорба и мандолина. Учи и военно инженерство. 
След раждането на наследник на испанския крал Фелипе III през 1605 г. и смъртта на принц Филип Емануил Карл Емануил I отзовава синовете си обратно в Торино. През август 1606 г. Емануил Филиберт и Виктор Амадей напускат Мадрид. Завръщането им в родината е едно от условията, поставени от френския крал Анри IV на техния баща, за сключването на съюзен договор между Савойското херцогство и Кралство Франция.

### Велик адмирал
През април 1610 г. Карл Емануил I подписва договор в замъка на Брудзоло с пратеници на френския крал Анри IV,  насочен срещу интересите на Хабсбургите. Убийството на френския крал през май същата година прекъсва съюзническите отношения между Париж и Торино и поставя владенията на савойския херцог под заплаха от нападение от испанския крал. С посредничеството на венецианския дож и папата испанският крал Фелипе III се съгласява да приеме Емануил Филиберт – пратеник на херцога на Савоя. На 19 ноември 1610 г. принцът е приет на лична аудиенция от испанския крал Фелипе III и успява да убеди чичо си да не се кара с баща си. Талантът му на дипломат му помага да получи подкрепа в двора в Мадрид.
На 1 януари 1612 г. е назначен за велик адмирал на флота на испанската корона. От 1614 до 1619 г. се бие срещу мюсюлмански пирати в Средиземно море и отблъсква няколко атаки срещу Сицилия от османския флот. 
След поражението в Първата война за монфератското наследство през 1613-1617 г. Савойският херцог отново се обръща към сина си за посредничество в преговорите с испанския крал. През 1619 г. Емануил Филиберт пристига в Торино за сватбата на по-големия брат на Виктор Амадей и Кристина Френска. По време на престоя си в двора той се сблъсква с придворни, които се придържат към профренска ориентация, докато самият той се придържа към происпанска ориентация. На 17 декември 1620 г. той получава от баща си синьорията на Онеля, Маро и Прела с титлата „принц на Онеля“ и права върху Маркграфство Финале и Дзукарело. През същата година напуска двора в Торино и се връща на служба при испанския крал.

### Вицекрал на Сицилия
През май 1621 г. принцът пристига в двора на новия испански крал Фелипе IV. Страхувайки се от нарастващото му влияние в двора в Мадрид, фаворитът на крал Гаспар де Гусман, граф-херцог на Оливарес, насърчава назначаването на принца на поста вицекрал на Сицилия. На 24 декември 1621 г. крал Фелипе IV прави Емануил Филиберт свой вицекрал в Кралство Сицилия. Принцът научава новината в Месина, където е с испанския флот. Той тържествено встъпва в длъжност през март 1622 г. Властта му се простира и върху Малта и флота на Малтийския орден. Талантлив дипломат, той успява да установи съвместни действия на испанския, папския, тосканския, генуезкия и савойския флот. По време на двугодишното му управление Кралство Сицилия не пострадва от атаки на мюсюлмански пирати и османската флота. По заповед на Емануил Филиберт в Месина и Палермо се извършва активно строителство, подобряват се инфраструктурата и отбранителните способности на тези градове, изграждат се храмове, болница и склад за зърно. Дворът на вицекраля, който се намира първо в Месина, а след това в Палермо, се отличава с характерния за Барока лукс. Принцът не променя навиците си и все още се интересува от риболов и лов. Покровителства писатели, художници и учени. Преименува Академията на възвишените в Палермо на Академия на преродените и я премества в своя дворец, където започват редовно да се провеждат срещи на интелектуалци в присъствието на вицекраля. По негова покана дворът на Палермо е посетен от известния художник Антонис ван Дайк  през април 1624 г., който рисува портрета му. Сега този портрет е част от колекцията на Dulwich Picture Gallery в Лондон.

### Смърт
През 1624 г. баща му чрез посредничеството на по-малкия му брат кардинала Маврикий планира да ожени принца за племенницата му – мантуанската принцеса Мария Гонзага, дъщеря на Маргарита Савойска, по-малка сестра на Емануил Филиберт. Малко след това в Палермо се разразява чумна епидемия и в нощта на 3 срещу 4 август 1624 г. 36-годишният вицекрал на Сицилия умира. Всъщност причината за смъртта му не е чума, а инсулт. Въпреки това навремето има подозрения в убийството му и за поръчител е считан граф-херцогът на Оливарес, а за изпълнител – лекарят Джовани Франческо Фиокето. Това са неоправдани слухове. 
Тленните му останки са балсамирани. Въпреки карантината заради чумната епидемия в Палермо е отслужена тържествена панихида. Панихиди в памет на принца има и в Неапол, Торино, Модена, Онеля и Малта. След това останките му, придружени от близките придворни, са положени на кораб, който отплава от Палермо. По време на пътуването пиемонтците и савойците се сбогуват с покойния вицекрал в Ница, докато испанците отиват с тялото му в Картахена и отнасят ковчега му до мястото за погребение – Кралската гробница в манастира Ескориал близо до Мадрид. Част от тленните му останки, включително сърцето му, са погребани в Палатинския параклис на Нормандския дворец в Палермо.